# Metrologia

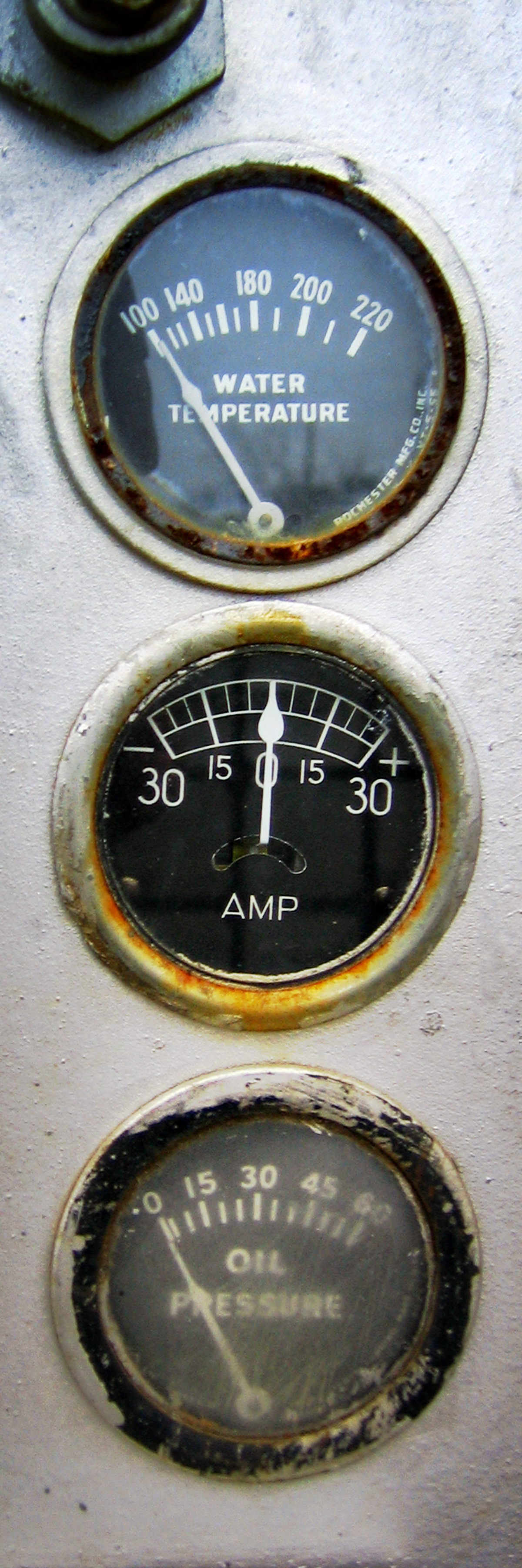
Strumenti di misura

La metrologia è la scienza che si occupa della misurazione e delle sue applicazioni.

## Storia
La metrologia è una scienza multidisciplinare che per i suoi scopi si deve confrontare, sia con aspetti prettamente teorici (es. fisica di base, matematica e statistica) che pratici (es. tecnologia meccanica, elettronica), sino alla corretta gestione aziendale (es. gestione dei laboratori, analisi costi-benefici). La metrologia è una disciplina antica, infatti con il sorgere dei grandi imperi emerse la necessità di elaborare e adottare un sistema di misura uguale per tutti. 

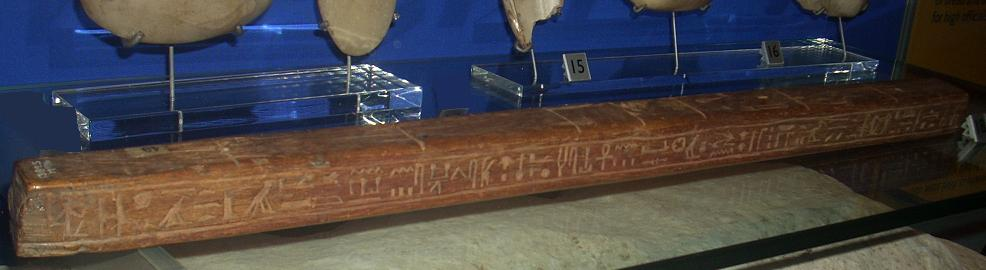
Cubito reale dell'antico Egitto, lungo 0,52 m

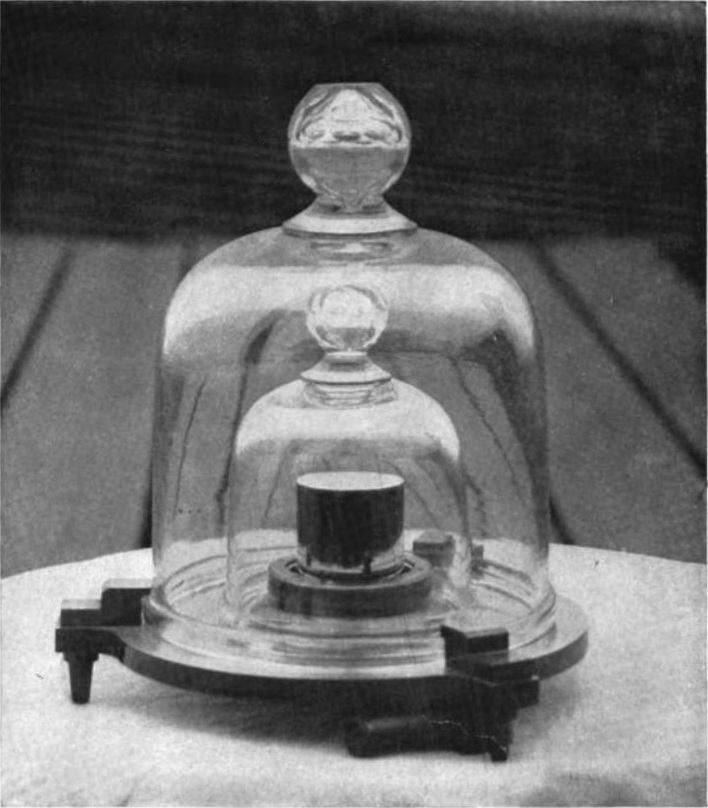
Peso campione di 1 kg

Nell'antico Egitto intorno al 3000 a.C. per le misure lineari si faceva riferimento alla distanza tra il gomito e la mano, detta cubito, però questa misura variava da persona a persona, quindi fu scelta la misura del cubito del faraone. 
Anche Sumeri, Assiri, Babilonesi, Persiani e Greci adottarono le proprie unità di misura, ciò creò gravi problemi negli scambi commerciali. 
Questi problemi furono risolti solo quando Alessandro Magno impose un nuovo sistema politico-militare e una nuova fusione culturale. Con la rivoluzione francese si giunse ad una svolta: nasce il sistema metrico decimale. Varie spinte del mondo di quel tempo condussero l'assemblea costituente ad adottare un nuovo sistema basato sul metro, cioè fondata su una grandezza naturale, la 40 000 000ª parte del meridiano terrestre.

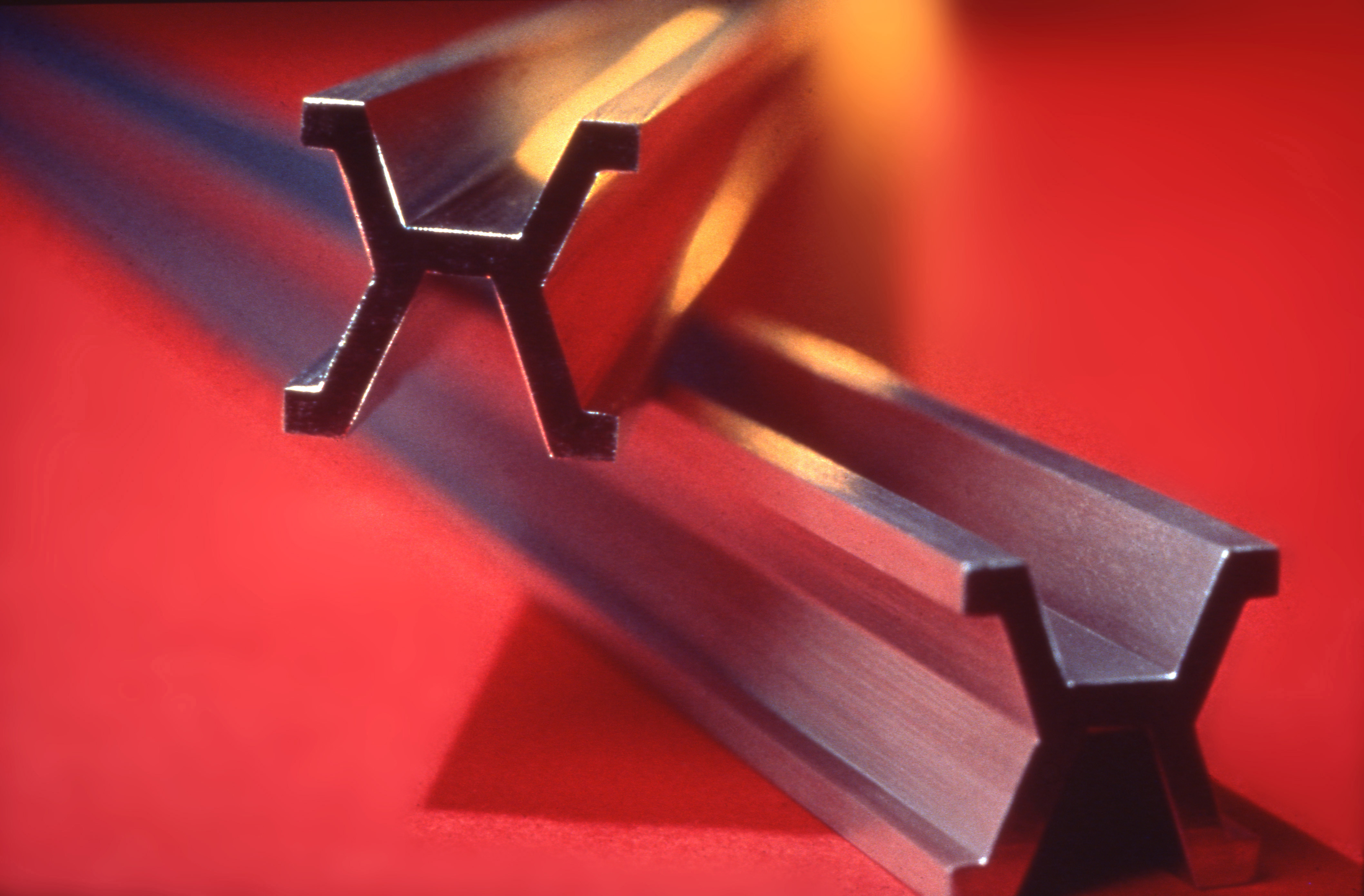
La barra di platino-iridio utilizzata come campione del metro dal 1889 al 1960

Dal 1875 a 1889 l'Ufficio internazionale dei pesi e delle misure ha costruito e distribuito una trentina di campioni del metro e del chilogrammo. Il metallo scelto era una lega di platino al 10% di iridio, metalli refrattari, che non erano ancora stati manipolati in tale quantità e di cui si richiedevano una purezza e un'omogeneità elevatissime per l'epoca.
Da allora la scienza della misura, la metrologia, ha fatto grandi passi avanti, creando sistemi (tra cui anche il SI) che hanno arricchito e semplificato il sistema metrico decimale, di pari passo con l'evoluzione della scienza e della tecnologia.

## Definizione
Per il VIM 3, la metrologia comprende tutti gli aspetti, sia quelli teorici che quelli pratici, della misurazione, qualunque sia l'incertezza di misura e il campo d'applicazione. Per "misurazione" si intende il processo volto a ottenere sperimentalmente uno o più valori che possono essere ragionevolmente attribuiti a una grandezza. A sua volta una "grandezza" è la proprietà di un fenomeno, corpo o sostanza, che può essere espressa quantitativamente mediante un numero e un riferimento. Si osservi che nelle edizioni precedenti del VIM una grandezza era definita come "la proprietà di un fenomeno, corpo o sostanza, che può essere distinta qualitativamente e determinata quantitativamente"; nella nuova edizione, pertanto, la misurazione non può essere applicata alle proprietà nominali.

## Metrologia in Italia
in Italia, la legge n.273 dell'11 agosto 1991 ha istituito il Sistema nazionale di taratura (SIT), costituito dagli istituti metrologici primari e dai centri di taratura. Esso ha il compito di assicurare la riferibilità dei risultati delle misurazioni ai campioni nazionali.
Fino al 1º gennaio 2006 gli istituti metrologici primari italiani erano tre, ciascuno con competenze diverse:
- Istituto di metrologia "Gustavo Colonnetti" (IMGC), per i campioni nazionali delle unità di misura impiegate nel campo della meccanica e della termologia;
- Istituto elettrotecnico nazionale "Galileo Ferraris" (IEN), per i campioni nazionali delle unità di misura di tempo, frequenza e per le unità di misura impiegate nel campo dell'elettricità, della fotometria, dell'optometria e dell'acustica;
- Istituto nazionale di metrologia delle radiazioni ionizzanti, dell'Ente per le nuove tecnologie, l'energia e l'ambiente (INMRI-ENEA), per i campioni nazionali delle unità di misura impiegate nel campo delle radiazioni ionizzanti.

Dal 1º gennaio 2006 l'Istituto elettrotecnico nazionale "Galileo Ferraris" e l'Istituto di metrologia "Gustavo Colonnetti" sono stati fusi in un unico ente: l'Istituto nazionale di ricerca metrologica (INRiM), diventando quasi l'unico presidio delle grandezze primarie italiane. Resta ancora escluso dall'unificazione il referente sulle radiazioni ionizzanti (INMRI-ENEA), con cui comunque vi sono delle strette collaborazioni.